# Operclipygus occultus
Operclipygus occultus  (лат.) — вид мелких жуков-карапузиков из семейства Histeridae (Histerinae, Exosternini). Южная Америка: Эквадор (Orellana: Tiputini Biodiversity Station). Длина 1,59 мм, ширина 1,12 мм. Пронотальный диск с коротким и очень узким прескутеллярным вдавлением. Латеральные субмаргинальные пронотальные бороздки тонкие и присутствуют только в передних углах. Цвет красновато-коричневый. Вид был впервые описан в 2013 году энтомологами Майклом Катерино (Michael S. Caterino) и Алексеем Тищечкиным (Santa Barbara Museum of Natural History, Санта-Барбара, США). Вид O. occultus был отнесён к группе видов Operclipygus dubius, близок к виду Operclipygus dubius, отличаясь строением гениталий.